# Serradigitus miscionei
Espèce
Serradigitus miscionei est une espèce de scorpions de la famille des Vaejovidae.

## Distribution
Cette espèce est endémique d'Arizona aux États-Unis. Elle se rencontre dans les comtés de Cochise et de Pima.

## Description
La femelle holotype mesure 24,71 mm.
Cette espèce semble parthénogénétique.

## Étymologie
Cette espèce est nommée en l'honneur de Tom Miscione.

## Publication originale
- Ayrey, 2011 : « Serradigitus miscionei (Scorpiones: Vaejovidae), a new species from southern Arizona. » Euscorpius, no 111, p. 1-13 (texte intégral).